# ゼイラム
『ゼイラム』（ZËIЯAM）は、1991年に公開された日本の映画作品。上映時間97分。

## 概要
雨宮慶太の初劇場公開作品。元々オリジナルビデオ映画『未来忍者 慶雲機忍外伝』（1988年）の続編として企画したが実現せず、3,000万円ぐらいの低予算の中で出来る作品を再考し、本作の製作に至ったという。銃器などの小道具の一部は、『未来忍者』の使いまわしである。低予算ながら、人形アニメーションやオプチカル合成などの特撮のみならず、コンピュータグラフィックスも積極的に取り入れられている。また、竹谷隆之によるゼイラムの造形は後に大きな評判を呼び、彼の海外人気が高まるきっかけにもなった。
また、当初は『未来忍者』に出演した井田州彦の主演作として企画されていたものの、「男ばかりで色気がないから」という理由でヒロインのイリアを登場させることとなり、雨宮自身はこれについて「俗っぽい発想」と述べている。
当時の雨宮は、特撮テレビドラマ『鳥人戦隊ジェットマン』の監督も務めており、同作品の第1話・第2話の撮影を終えた後に一旦離脱し、本作品の撮影に入っている。

## あらすじ
異星人の賞金稼ぎイリアと相棒のボブは、逃走した太古の生物兵器"ゼイラム"を捕獲するため、地球上に制限時間付きの無人密閉空間ゾーンを作る。ところが些細な偶然から、鉄平と神谷、二人の地球人がゾーンに入り込んでしまい、さらに"ゼイラム"との戦闘でゾーンの制御装置と転送装置が壊れてしまう。このままではゾーンは制限時間を迎えると、空間の中身ごと消滅してしまう。生還するにはイリアの指示の下、鉄平と神谷だけでゼイラムと戦うしかない。ゾーンの中に取り残された二人と共に敢行されるイリアの"ゼイラム"捕獲作戦と、ゾーンからの脱出は成功するのか。

## スタッフ
- 監督： 雨宮慶太
- 製作：竹内茂樹、市田裕
- プロデュサー：千葉善紀、杉澤康一
- 原作： 松本肇
- 脚本： 雨宮慶太、松本肇
- 撮影： 本所寛
- 音楽： 太田浩一
- 美術： 高橋昭彦（現・井口昭彦）、三池敏夫
- 照明： 保崎芳美
- 企画・製作：ギャガ・コミュニケーションズ、クラウド
- SFXプロデュース：クラウド

## キャスト
- イリア（ヒロイン。マイス星系の捜索者）： 森山祐子
- 鉄平（ゾーンに巻き込まれた高橋電機の電気工）： 井田州彦
- 神谷（ゾーンに巻き込まれた高橋電機の電気工、鉄平の先輩）： 螢雪次朗
- ゼイラム（敵。凶暴な宇宙生物で寄生生物）： 吉田瑞穂
- ボブの声（イリアの相棒の人工頭脳）： 半田雅和
- 村田（神谷の飲み仲間）： 栩野幸知
- モモンガのママ（神谷いきつけの飲み屋の女将）： 紅理子
- マブチ電材店主（高橋電機の仕入先）： 江並直美
- リリパット（ゼイラムの手下、劇中に4体登場する）： 粟国真弓
- 通行人： 桂正和

## 映像ソフト
- バンダイビジュアルより、ビデオソフト（VHS）、レーザーディスク（LD）が発売。
- 2003年にバンダイビジュアルより、DVDソフトが発売。本編97分＋映像特典21分。
- 2016年12月22日にバンダイビジュアルより、『ゼイラム2』とセットになったBlu-ray BOXが発売された[4][1]。

## 派生作品
- 1994年に、同作をアニメーション化したOVA作品『I・Я・I・A ZЁIЯAM THE ANIMATION』が発売され、続編である『ゼイラム2』が劇場公開されている。
- 2007年7月には、カプセル兵団により舞台化（脚本・演出：吉久直志）、東京・笹塚ファクトリーにて5日間7ステージ上演。